# Takéo
Takéo (khmeră ខេត្តតាកែវ) este un oraș din Cambodgia.